# M2-9
M2-9 (Vlindernevel) is een planetaire nevel in het sterrenbeeld Slangendrager, de emissienevel staat 2100 lichtjaar van de zon en heeft een magnitude van +14,7. In het centrum van de bipolaire nevel staat de vampierster M2-9AB welke bestaat uit een rode reus en een witte dwerg.
Het object is in 1947 ontdekt door Rudolph Minkowski.